# Saint-Macaire
Saint-Macaire (gaskonsko Sent Macari) je naselje in občina v jugozahodnem francoskem departmaju Gironde regije Akvitanije. Leta 2008 je naselje imelo 1.996 prebivalcev.

## Geografija
Naselje leži v pokrajini Gujeni na desnem bregu reke Garone (nasproti Langonu), 47 km jugovzhodno od Bordeauxa.

## Uprava
Saint-Macaire je sedež istoimenskega kantona, v katerega so poleg njegove vključene še občine Caudrot, Le Pian-sur-Garonne, Saint-André-du-Bois, Sainte-Foy-la-Longue, Saint-Germain-de-Grave, Saint-Laurent-du-Bois, Saint-Laurent-du-Plan, Saint-Maixant, Saint-Martial, Saint-Martin-de-Sescas, Saint-Pierre-d'Aurillac, Semens in Verdelais z 8.590 prebivalci.
Kanton Saint-Macaire je sestavni del okrožja Langon.

## Zanimivosti
- nekdanji benediktinski samostan sv. Makarija iz 12. do 15. stoletja,
- nekdanja romansko-gotska cerkev presvetega Odrešenika in sv. Martina iz 12. do 15. stoletja,
- mestna vrata (Porte de Benauge, Porte du Thuron, Porte Rendesse) in obzidje 13. in 14. stoletja,
- trg Place du Mercadiou, s stavbami iz 15. in 16. stoletja,
- Château de Tardes, utrjena mestna hiša iz 13. in 14. stoletja,
- uršulinski samostan iz 17. stoletja, danes dom upokojencev.

## Pobratena mesta
- Sierpc (Mazovijsko vojvodstvo, Poljska).